# Nikola Dinarić
Nikola Dinarić ili Dinaričić (lat. Nicolaus Dinaricius) (Hvar, rujan 1700. – Split, 13. srpnja 1764.), hrvatski svećenik, osorski biskup (1745. – 1757.) i splitski nadbiskup (1757. – 1764.).
Potomak je ugledne hvarske obitelji koja se 1715. godine preselila u Split. Školovao se u splitskom sjemeništu 1715. – 1719., a 1725. stekao je doktorat prava u Padovi. Obavljao je službu crkvenog fiskalnog odvjetnika pri papinoj nuncijaturi u Veneciji.
Papa Benedikt XIV. (1740. – 1758.) imenovao ga je 22. studenog 1745. osorskim biskupom. Dana 3. siječnja 1757. unaprijedio ga je papa Benedikt XIV. na metropolitansku stolicu te je prešao u Split. Kao splitski nadbiskup vršio je u više navrata pastoralne pohode po župama nadbiskupije, a zapisnici tih pastirskih pohoda sadržavaju mnoštvo podataka o hrvatskoj glagoljskoj tradiciji. Ujedno je nastavio propovijedati na hrvatskom i talijanskom jeziku te pomagati glagoljaše i štititi slavensko bogoslužje u crkvama.